# بندر حمدين (جعلان بني بو حسن)

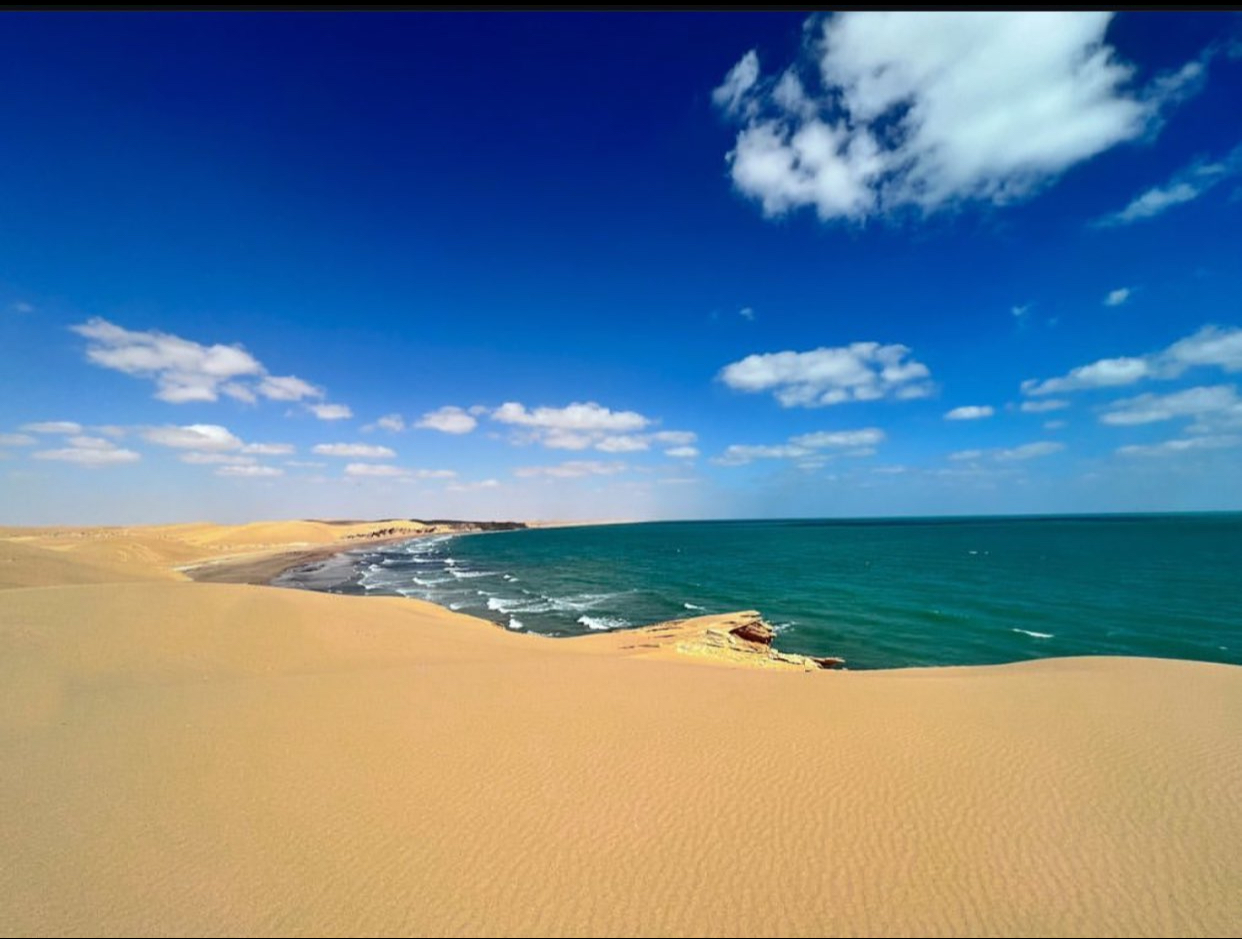

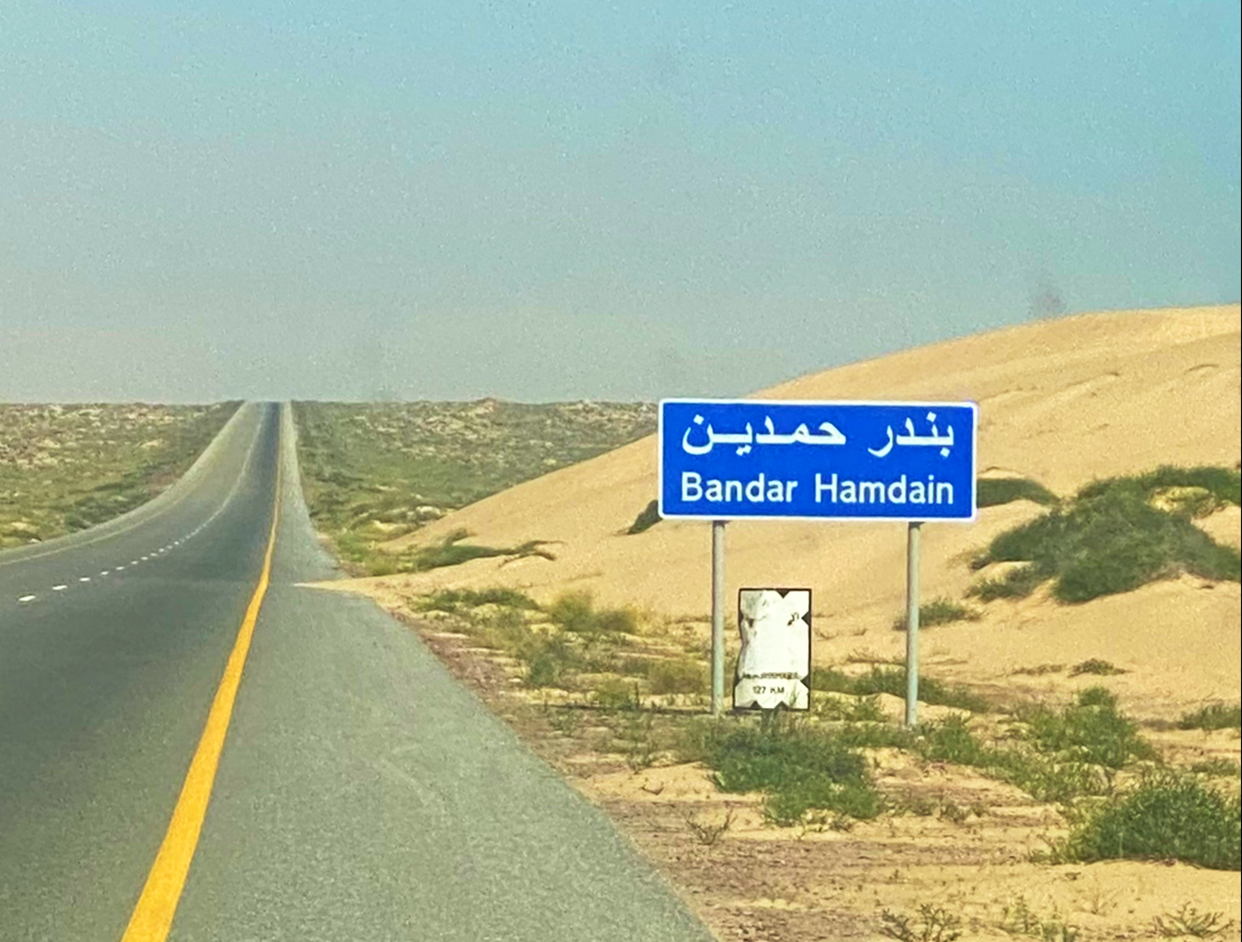

بندر حمدين منطقة سكنية تقع في ولاية جعلان بني بو حسن، التابعة لمحافظة جنوب الشرقية في سلطنة عمان.

## انظر ايضا
قائمة مدن سلطنة عمان